# Homodes crocea
Homodes crocea är en fjärilsart som beskrevs av Achille Guenée 1852. Homodes crocea ingår i släktet Homodes och familjen nattflyn. Inga underarter finns listade i Catalogue of Life.